# 튀르키예 혁명적 노동조합 총연맹
튀르키예 혁명적 노동조합 총연맹(튀르키예어: Türkiye Devrimci İşçi Sendikaları Konfederasyonu; DİSK)은 1967년에 튀르키예 노동조합 총연맹에서 독립하여 창설한 노동조합으로, 튀르키예의 4개 주요 노동조합 연맹 중의 하나다. 국제 노동조합 연맹과 유럽 노동조합 연맹에 소속되어 있다.